# Ligne 14 du métro de Pékin
La ligne 14 est l'une des 25 lignes du réseau métropolitain de Pékin, en Chine.

## Tracé et stations

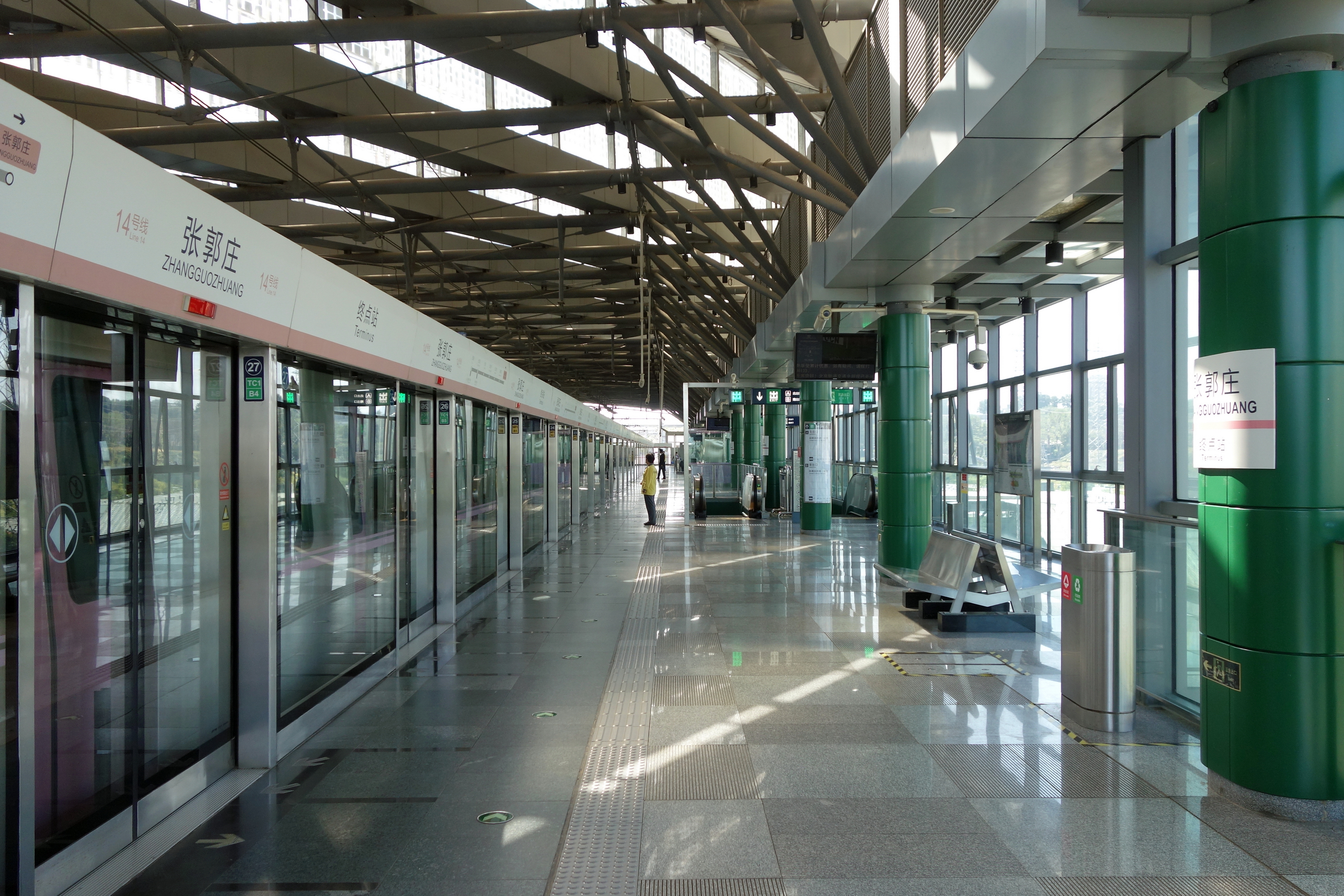
Station Zhangguozhuang

La ligne relie Zhangguozhuang au sud-ouest de l'agglomération, dans le district de Fengtai à Shangezhuang au nord-est, dans le district de Chaoyang, et compte au total 33 stations sur une longueur de 47,3 km.
Elle est en correspondance avec les lignes 1, 4, 5, 6, 7, 8, 9, 10, 15, 17 et 19

## Histoire
La section ouest entre Zhangguozhuang et Xiju est la première à être mise en service le 5 mai 2013. La première partie de la section est entre Jintailu  et Shangezhuang est ouverte le 28 décembre 2014 et la deuxième partie jusqu'à la gare de Pékin-Sud le 26 décembre 2015. Enfin, la section centrale entre la gare de Pékin-Sud et Xiju est ouverte à la circulation le 31 décembre 2021.

## Exploitation
Contrairement à la plupart des lignes du métro de Pékin construites et gérées par l'État, la ligne 14 (comme les lignes 4 et 16) a été construite et est exploitée par la société Beijing MTR Corporation Limited, une coentreprise entre MTR Corporation, société qui exploite le métro de Hong Kong, Beijing Capital Group (BCG) et Beijing Infrastructure Investment Co. (BIIC). Les deux premières détiennent chacune 49 % du capital et BIIC les 2 % restants.